# Coração de Maria
Coração de Maria é um município brasileiro do estado da Bahia pertencente à Área de Expansão Metropolitana de Feira de Santana.

## História
Habitadas originalmente pelos povos indígenas paiaiás e de outras etnias cariris que resistiam à colonização portuguesa, as terras que compõem o contemporâneo município de Coração de Maria têm suas origens em uma frente colonizadora do sertão da Capitania da Baía de Todos os Santos que, após o grande assassinato dos habitantes originários pelas diversas entradas e bandeiras lusobrasileiras daquele período, resultou na formação de missões jesuíticas abrigando os indígenas remanescentes e de grandes sesmarias que concentravam as terras evacuadas dessas populações.
Em relação ao primeiro tipo de colonização (“missões jesuíticas”), essas terras constituíam o entorno do território que fora doado pelas autoridades coloniais à missão religiosa que havia implantado, em 1562, um colégio jesuíta em Água Fria e que, na segunda metade do século XVII, fundou o “Aldeamento da Purificação”, reunindo os indígenas remanescentes com o objetivo de catequese. Posteriormente, esse aldeamento deu origem ao povoado de "Purificação dos Campos", o qual viria se tornar a contemporânea cidade de Irará.
Concomitante ao trabalho de catequese dos indígenas que habitavam originalmente esse território, houve a apropriação da terra pelos colonizadores portugueses que constituíram grandes sesmarias sobre elas, sendo que as terras da contemporânea Conceição de Maria acabaram situadas na “Sesmaria de Água Fria”, propriedade de origem controversa que foi comprada por João Lobo de Mesquita, vereador do Senado da Câmara Municipal de Salvador, e que veio a ser adquirida em 1650 pelo sertanista João Peixoto Viegas, o qual requereu em 1653 a confirmação de sua sesmaria ao rei de Portugal, ao solicitar a carta de sesmaria, a qual foi concedida em 3 de julho de 1655.
De acordo com o historiador Luiz Cleber Freire, a seiscentista Sesmaria de Água Fria foi a propriedade do período colonial cujo espaço territorial abrigava as terras que constituem os contemporâneos municípios de Coração de Maria, Água Fria, Santanópolis, Irará, Lamarão, Pedrão e além de partes de Santa Bárbara.
A Sesmaria de Água Fria abrigou em seu interior um conjunto de fazendas e currais de gado e, em termos políticos e religiosos, compreendia também a freguesia de São João da Água Fria. Em 28 de abril de 1727, esta freguesia foi desmembrada do município de Cachoeira e elevada à condição de vila, constituindo um município ultramarino do Reino de Portugal que tinha jurisdição sobre boa parte do espaço correspondente à antiga sesmaria, incluindo as terras da contemporânea Coração de Maria, conforme a Resolução Régia.
Durante esse século XVIII, especialmente após a saída dos jesuítas depois da expulsão da Ordem pelo Marquês de Pombal em 1759, que a Coroa Portuguesa se apossou das propriedades jesuítas e atraiu um fluxo de colonos para a região.
Foi nesse contexto que, do ponto de vista do direito de propriedade, as terras cormarienses se desmembraram da sesmaria de Água Fria e passaram a pertencer ao morgadio do colono português Bento Simões, ainda que, sob a ótica político-administrativa colonial, permanecessem dentro do território do município da Vila de São João da Água Fria.
Dentro dessa propriedade rural de Bento Simões que surgiu o povoado "Lajes" que constituiu o primeiro assentamento populacional permanente criado por colonos lusobrasileiros presente nas terras do atual município de Conceição de Maria.
Em 1848, foi erguida a primeira capela em terras cormarienses em um lugarejo que corresponde à atual sede do distrito de Itacava. Tratava-se de uma edificação coberta de palha, custeada pelos devotos João Manoel da Mata, Macrino Simões Ferreira e Antônio Fidelis de Cerqueira Daltro, e consagrada ao Santíssimo Sagrado Coração de Maria. Esse templo católico acabou sendo vinculado administrativamente à freguesia do Santíssimo Sagrado Coração de Jesus do Pedrão e dará início à um fluxo de romarias na localidade.
Em 11 de outubro de 1849, o Governo da Província da Bahia criou uma cadeira de primeiras letras no distrito da Capela do Coração de Maria, estabelecendo assim a primeira instituição de ensino formal destinada à alfabetização dos moradores da localidade, de acordo com a Lei provincial nº 357/1849.
Em 06 de junho de 1853, foi criada a Freguesia e o Distrito de Paz com a denominação de Santíssimo Coração de Maria, por meio da Lei provincial nº 489/1853, o qual compreendia as contemporâneas terras cormarienses.
Em 1878, o arraial de Coração de Maria é impactado com a ação de liberdade ajuizada na comarca de Feira de Santana pela cozinheira escravizada Belmira reivindicando sua alforria que teria sido concedida por seu senhor e pai biológico, o latifundiário tenente-coronel João Nepomuceno D’Araújo Bacellar e Castro ("coronel Nepomuceno"), antes de seu óbito. Na disputa entre Belmira Bacellar e os herdeiros do Coronel Nepomuceno, a principal liderança política da freguesia, o coronel José Félix de Carvalho, irmão do deputado Araújo Pinho, toma parte em favor dos herdeiros do coronel Nepomuceno, intervém no processo, coagindo testemunhas situadas no arraial e até humilhando os serventuários da justiça, com o aprisionamento de José Lopes de Andrade, escrivão de paz da freguesia de Coração de Maria no tronco do arraial e de sua tortura mediante açoitamento. No final, Belmira perdeu o processo e se suicida com o filho caçula, enquanto os 2 filhos sobreviventes foram reescravizados pela tia biológica.
Após a Proclamação da República, em 10 de março de 1891, a freguesia do Santíssimo Coração de Maria foi elevada à condição de vila, emancipando-se politicamente como sede do município de mesmo nome. Ainda no mesmo mês, fora criado o distrito de São Simão e anexado ao novo município, pelo decreto estadual de 28/03/1891.
A criação do município do Santíssimo Coração de Maria envolveu uma articulação política que contou com o coronel José Félix, que havia sido eleito senador provincial, e que veio a se tornar o primeiro intendente do novo município, chefiando-o até 1906, quando então será a família Daltro que assumirá o poder político exercendo o seu mandonismo no local.
A vila de Conceição de Maria foi elevada à categoria de cidade em 30 de março de 1938, durante a gestão do interventor federal Landulfo Alves. Porém, em 31 de dezembro de 1943, durante a gestão do interventor federal Renato Pinto Aleixo, este município foi extinto pelo Governo do Estado da Bahia, sendo o seu território anexado ao Município de Irará.
Pouco tempo depois, ainda na gestão do mesmo interventor, o Município de Conceição de Maria foi restabelecido pelo Decreto-Lei estadual nº 12.978, de 1º de junho de 1944, com o nome de “Coração de Maria”, composto pela sede, pelo Arraial do Retiro e pelo Distrito de Itacava.

## Geografia
Segundo o censo 2022 do IBGE, sua população era de cerca de 26.692 habitantes. Este município está localizado a 375 metros de altura em relação ao nível do mar.

## Organização Político-Administrativa
O município de Coração de Maria possui uma estrutura político-administrativa composta pelo Poder Executivo, chefiado por um Prefeito eleito por sufrágio universal, o qual é auxiliado diretamente por secretários municipais nomeados por ele, e pelo Poder Legislativo, institucionalizado pela Câmara Municipal de Coração de Maria, órgão colegiado de representação dos munícipes que é composto por vereadores também eleitos por sufrágio universal.

### Atuais autoridades municipais de Coração de Maria
- Prefeito: Kley Carneiro Lima - PP (2021/-)[19]
- Vice-prefeito: José da Silva Miranda "Zé Gol" - PT (2021/-)[19]
- Presidente da Câmara: ignorado.